# 금의위 비검 수춘도
《금의위 비검 수춘도》(중국어: 最後的錦衣衛)은 2018년 공개한 중국의 액션, 판타지, 모험 영화이다.

## 출연진
- 신기
- 장영영
- 석천룡